# ドクター・ストレンジ/マルチバース・オブ・マッドネス
『ドクター・ストレンジ/マルチバース・オブ・マッドネス』（Doctor Strange in the Multiverse of Madness）は、マーベル・コミックのキャラクター「ドクター・ストレンジ」をベースとする、2022年公開のアメリカ合衆国のスーパーヒーロー映画。監督はサム・ライミ、脚本はジェイド・バートレットとマイケル・ウォルドロン、出演はベネディクト・カンバーバッチ、エリザベス・オルセン、ベネディクト・ウォン、ソーチー・ゴメスら。『ドクター・ストレンジ』（2016年）の続編でシリーズ2作目、また「マーベル・シネマティック・ユニバース」の28作目。

## あらすじ
ある禁断の呪文を使い、マルチバースへと接続してしまってから5か月後のある夜。ドクター・スティーヴン・ストレンジは、ある夢を見た。その夢の中でストレンジは謎の怪物から一人の少女を守っており、窮地に陥ったストレンジは少女から力を取り上げて怪物を倒そうとする。しかしその寸前のところで怪物から致命傷を負わされてしまい、その少女を怪物から逃したところで夢から覚めるのだった。その日はかつて恋仲であったクリスティーン・パーマーの結婚式。友人として参加していたストレンジだったが、突如現れた一つ目の怪物ガルガントスが暴れているのを確認すると、すぐさま対処に赴く。ガルガントスに捕らわれていたのは、前夜に夢で見た少女であった。
駆け付けた盟友ウォンとの共闘でガルガントスを撃破したストレンジは、救い出した少女アメリカ・チャベスから襲われていた理由を聞きだす。チャベスには制御不能ながらも並行世界マルチバースを物理的に渡る能力が備わっているといい、それに目を付けた何者かに狙われているという。チャベスと一緒に飛ばされてきた別のユニバースの自分の亡骸を目の当たりにして、夢の中の出来事は並行世界の自分の身に起きた出来事だと知ったストレンジは、カマー・タージにチャベスを隠し、マルチバースの知識を豊富に持っていると考えられる魔女にしてアベンジャーズのメンバーであるワンダ・マキシモフ/スカーレット・ウィッチの元を訪れる。ウェストビューでの一件を反省しているというワンダにストレンジは身の上を話し、地球でも指折りの魔法の使い手である彼女に協力を仰ぐが、ワンダが教えてもいないチャベスの名を口にしたことから、この襲撃事件の黒幕がワンダであることが露見してしまう。ウェストビューを覆っていたものと同じワンダの空間"ヘックス"はストレンジすら欺くほど強力になっており、その理由はワンダが持つ、かつてウエストビューで戦った魔女アガサ・ハークネスから奪ったダークホールドと呼ばれる禁断の書物にあった。カマー・タージに退却したストレンジは間もなくワンダが襲来することを伝えると、魔術師たちはウォンの指揮下、防御態勢に入る。ワンダとの対話が不可能だと判断したストレンジは撃破を目指すも、逆に多くの魔術師を失う結果になってしまう。ミラー・ディメンションに閉じ込めても鏡の反射を利用して脱出され、ついにチャベスが捕らわれてしまう。するとチャベスは無意識にマルチバース間の扉を開き、ワンダとウォンを残しストレンジもろとも別のユニバースへと吹き飛ばされてしまう。
ストレンジとアメリカが訪れたユニバースは、ニューヨークによく似た、しかしルールのまったく違う世界であった。その世界のサンクタムにはストレンジの像が建てられており、サノスを倒し命を落とした英雄として伝えられていた。サンクタムの守護者には、かつての兄弟子にして同胞であったが敵同士となってしまったカール・モルド/バロン・モルドが就任していた。なぜか手厚くもてなすモルドによれば、ダークホールドには意識を別のユニバースの自分自身に乗り移らせるドリームウォークという魔術が存在しているといい、ワンダがその魔術で追跡する恐れがあり、対抗手段としてヴィシャンティの書を挙げる。しかしモルドは真の脅威はワンダではなくストレンジたちだと言い放ち、そこでストレンジとチャベスの意識は途絶える。
一方、ワンダはウォンを捕らえ、ドリームウォークを用いてひとり別世界で子供たちに囲まれる自分へと意識を乗り移らせていた。その隙を突いた魔術師サラの決死の攻撃によってダークホールドは破壊され、ワンダはドリームウォークが出来なくなってしまう。逆上するワンダは魔術師たちを人質に、ウォンにダークホールドの原典があるというワンダゴア山への案内を命じる。ワンダゴア山はまさしくスカーレット・ウィッチの玉座と呼べる場所であり、ワンダはチャベスたちがいるユニバースへのドリームウォークを再び敢行する。
モルドに捕らえられたストレンジとアメリカは、謎の組織イルミナティへと連れて行かれる。そこには、その世界のクリスティーンが職員として働いていた。ストレンジはイルミナティのメンバーの前に連れて行かれ、ペギー・カーター/キャプテン・カーター、マリア・ランボー/キャプテン・マーベル、インヒューマンズの王ブラッカガー・ボルタゴン/ブラック・ボルト、そしてファンタスティック・フォーのリーダーリード・リチャーズ/ミスター・ファンタスティックがストレンジの今後を決めるという。さらに現れたミュータントのチャールズ・エグゼビア/プロフェッサーXによれば、この世界のストレンジはサノスとの戦いで勝利するためにダークホールドを頼り、誤った方法で決着をつけたがために半ば自害する形で命を絶ったという。ストレンジの処遇が決まる直前、ドリームウォークしたワンダがイルミナティを襲撃する。対峙したブラック・ボルトは攻撃手段である口を封じられて自身に衝撃波を食らって死亡、リチャーズはワンダに触れることも出来ずバラバラにされ、カーターは自分が放った盾を跳ね返され胴を穿たれて死亡してしまう。キャプテン・マーベルは善戦するも、倒れこんだところに像を落とされて殺害され、ワンダは着実にチャベスへと近寄る。ストレンジにヴィシャンティの書を探すよう伝えたエグゼビアも立ちはだかり、テレパス能力でワンダの善性を取り戻させようと奮起するが、力及ばず首を捻られ殺害されてしまう。エグゼビアが作った僅かな隙にクリスティーン共々脱出したアメリカは、モルドを撃破していたストレンジと合流、ワンダの追跡から逃げつつヴィシャンティの書を探してイルミナティの地下へと向かう。
なんとかヴィシャンティの書を手にしたストレンジだったが、直後にワンダの急襲を受け、書は焼失。更にチャベスを拘束され、その能力を悪用されてクリスティーンと共に別のユニバースへと飛ばされてしまう。まるで終末世界のようなサンクタムでは、もう一人のストレンジが待っていた。ダークホールドの守護者となっていたシニスター・ストレンジとの交渉に失敗したため、自らの手でもうひとりの自分自身を撃破したストレンジは、ダークホールドの力でマルチバースを垣間見、元の世界でチャベスから力を奪おうとするワンダを発見する。ドリームウォークによって元の世界にあったもう一人の自分の亡骸に入り込んだストレンジは、悪霊たちに阻まれ意識を飲み込まれそうになるも、クリスティーンの言葉を受けて逆に悪霊を従えることに成功。ウォンの助けもあり、ワンダを拘束する。しかし決定打にならないことを察知していたウォンはチャベスから力を奪うよう提案し、チャベスも承諾するが、ストレンジはチャベス自身がその力を発揮するよう諭す。チャベスは一人ワンダに立ち向かい、子供たちと団らんする別世界のワンダの元へのゲートを開く。別世界の子供たちからまるで悪い魔女のように扱われたワンダはついに自分の過ちに気づき、ようやく暴走を止める。そして全ての並行世界のダークホールドを全て焼き払うことを決めると、ワンダゴア山の神殿を崩壊させ、自らもその中に消えていった。
能力を自在に扱えるようになったチャベスは、クリスティーンを元の世界に帰し、ストレンジたちと共にカマー・タージで魔術の修行を始める。いまだ魔術を使いこなせずに焦るチャベスに、ストレンジはかつての自分を重ねていた。サンクタムへと戻りクリスティーンから貰った時計を修理して街へと出たストレンジは、道中で倒れてしまう。その額には、シニスター・ストレンジが持っていたものと同じ第三の目が開眼していた。
ミッドクレジットシーン。ストレンジは謎の女性に呼び止められ、「インカージョンを引き起こしたわね、修復しないと」と問う。すると彼女は武器を使いダーク・ディメンションへの道を開く。ストレンジは第三の目を開き彼女と共にダーク・ディメンションへと飛び込む。

## 登場人物・キャスト

### 主な登場人物
スティーヴン・ストレンジ / ドクター・ストレンジ
演 - ベネディクト・カンバーバッチ、日本語吹替 - 三上哲
交通事故でキャリアを終えた後にマスターズ・オブ・ミスティック・アーツの魔術師となった元神経外科医のアベンジャーズのメンバー。デシメーションの影響で5年間消滅していた間に至高の魔術師(ソーサラー・スプリーム)の座はウォンに引き継がれてしまった。サノスとの最終決戦で、アベンジャーズと共に世界を救ったことから一気に有名なスーパーヒーローとなっており、クリスティーンの結婚相手のチャーリーを含めてかなりのファンがいる。スパイダーマンの一件から5か月後、クリスティーンの結婚式に出席している最中に怪物から逃げ回るアメリカ・チャベスを助けた事を機に、マルチバースの命運を掛けた戦いに見を投じることとなり、あらゆるマルチバース世界を体験する。
演じたカンバーバッチは、ストレンジのマルチバースにおける別のアイデンティティも演じる。
ディフェンダー・ストレンジ(擁護者ストレンジ) / デッド・ストレンジ
アメリカ・チャベスと行動を共にしていたストレンジ。MCUの世界のストレンジとの違いは後ろ髪を結っていることと、至高の魔術師(ソーサラースプリーム)となっていること。アメリカと共に謎の怪物から逃げているところを、ストレンジは夢として見ている。
チャベスと共に“宇宙同士の接合点(ギャップ・ジャンクション)”を逃げ回りながらヴィシャンティの書を手に入れようと目指していたが、怪物に追いつかれてしまい足止めをするが、マルチバースの平和のためにチャベスから能力を取り上げようとしたところを怪物から致命傷を負わされ、最後の力を振り絞ってチャベスを逃がして絶命。その遺体はチャベスと共にMCUの世界にやってきたため、ストレンジによってビルの屋上へと埋葬される。
その後のワンダとの最終決戦において、ストレンジがダークホールドを使用してMCUの世界にあるディフェンダー・ストレンジの亡骸をドリームウォークで操る形で利用され、最終的に崩れゆくワンダと共に山の下敷きとなる。
スプリーム・ストレンジ
別の次元のストレンジ。MCUの世界のストレンジとの違いはショートヘアーで青色のマントを着けていること。ディフェンダー・ストレンジと同じく、至高の魔術師(ソーサラースプリーム)となっている。サノスとの戦いで戦死し、地球を救った英雄としてサンクタム・サンクトラムの前には像が建てられている。
しかし、実際はサノスを倒すための手がかりを得るためにダークホールドを使用して、マルチバースの様子を覗いたことでマルチバースの1つを消滅させてしまう。その後ダークホールドを放棄し、イルミナティと共にヴィシャンティの書を手に入れその力でサノスを倒すが、サノスとの戦闘後にドリームウォークによってインカージョンを引き起こしたことを知ったイルミナティによって拘束され、ブラックボルトに粛清された。
シニスター・ストレンジ(邪悪ストレンジ)
別の次元のストレンジ。MCUの世界のストレンジとの違いは乱れたロングヘアーで長い髭を持つこと。3つの目を持ち、ストレンジの前に立ちはだかる。
ワンダと同様にダークホールドの力に魅了され堕落してしまっており、クリスティーンと一緒になるためダークホールドの力を使用した結果、自身の世界を荒廃させてしまったうえに、他のマルチバースのストレンジ達をドリームウォークを使って始末してきた。今作のヴィランの1人。
なお、シニスター・ストレンジによるとMCUの世界以外のマルチバースのストレンジは皆ダークホールドを所持しており、目的の為に何かしらの力を使用していたとのこと。
ワンダの手によって自身の世界へと来てしまったストレンジとダークホールドを巡って争奪戦を繰り広げるが、機転を効かせたストレンジによって敗北し、サンクタムから転落死する。
ワンダ・マキシモフ / スカーレット・ウィッチ
演 - エリザベス・オルセン、日本語吹替 - 行成とあ
カオス・マジックやテレキネシス・テレパシーなどを使用できるアベンジャーズのメンバー。ウエストビューでの一件のその後、何処かの雪山の麓の山小屋に一人で隠遁生活を送りつつ、ダークホールドを使用して魔術の修行を行っていた。マルチバースに関する知識を持つ可能性を考慮され、ストレンジに協力を求められる。しかし、ウエストビューでの一件でダークホールドの力に魅了され、あらゆるマルチバース世界のワンダが息子たちと平穏に暮らす姿を何度も見た結果堕落してしまっており、喪った息子たちの母親に戻る為にチャベスから次元間・マルチバース間を移動できる能力を奪うことを画策し、執拗にチャベスを狙っている。今作のメインヴィラン。
マルチバースのワンダ
スプリーム・ストレンジが活動していた世界のワンダ。ビリーとトミーと共にウエストビューで平穏に暮らしている。MCU世界のワンダと同じ能力を持っている。
ウォン
演 - ベネディクト・ウォン、日本語吹替 - 田中美央
カマー・タージの書庫を管理・守護するマスターズ・オブ・ミスティック・アーツの魔術師でありストレンジの盟友。現在は5年間消滅していたストレンジに代わって至高の魔術師（ソーサラースプリーム）となっており、ストレンジより高い地位にある。
クリスティーン・パーマー
演 - レイチェル・マクアダムス、日本語吹替 - 松下奈緒
ストレンジと一時期恋人関係だった救急救命医。新たなパートナーであるチャーリーと出会っており、冒頭でストレンジを友人として結婚式に招待する。
マルチバースのクリスティーン
スプリーム・ストレンジが活動していた世界のクリスティーン。ストレンジが死亡したことがきっかけでマルチバースについて研究を行うイルミナティの研究員となっている。最初はイルミナティと同様にストレンジを脅威とみなしていたが、ワンダがイルミナティの本部を襲撃してきたのを機にチャベスに説得され、ストレンジ達と行動を共にする。
アメリカ・チャベス
演 - ソーチー・ゴメス、日本語吹替 - 鬼頭明里
空間に星形の穴を開けて、次元間・マルチバース間を物理的に移動する能力を持つ少女。しかし、能力の制御が出来ておらず危機的状況にならなければ能力が発動できない。マルチバースを行き来出来る能力を持っている事から、ワンダに執拗に狙われる。MCUの世界に逃げ込んだ際に怪物に襲われていたところをストレンジに救われ、カマー・タージで保護されるが、自身の能力を狙って襲撃してきたワンダに力を奪われかけるが、無意識に発動させた能力でストレンジと共にスプリーム・ストレンジの世界へと逃げ込む。

### その他の登場人物
ニコデマス・ウエスト
演 - マイケル・スタールバーグ、日本語吹替 - 志村知幸
クリスティーンの同僚の医師で、ストレンジの元同僚で友人。本作で“デシメーション"の影響で5年間消滅していたことが判明しており、その間に2匹の飼い猫と兄が逝去している。ストレンジと共にクリスティーンの結婚式に出席する。
トミー・マキシモフ
演 - ジェット・クライン、日本語吹替 - 上野黎也
ワンダ（アース838）の息子である双子の兄。アース838において、ワンダや弟のビリーと共に平穏に暮らしている。
ビリー・マキシモフ
演 - ジュリアン・ヒルヤード、日本語吹替 - 宮岸泰成
ワンダ（アース838）の息子である双子の弟。アース838において、ワンダや兄のトミーと共に平穏に暮らしている。
ハミヤ
演 - トポ・ウェルネスニーロ
カマー・タージの左前腕が欠損している老魔術師。ワンダがカマー・タージを襲撃してきた際は、アメリカの護衛についていた。
ウィーゼル
演 - チャーリー・ノートン
カマー・タージの魔術師。
サラ
演 - シェイラ・アティム、日本語吹替 - 弘松芹香
マスターズ・オブ・ミスティック・アーツの魔術師。ワンダのカマー・タージへの襲撃時には魔術師達の攻撃の指揮を執っていた。攻撃から生き延びるが、拘束されているウォンの制止を振り切り、ドリームウォーク中のワンダの隙を突いてダークホールドを奪い破壊するが、その破壊の余波で発生した呪いの炎に焼き尽くされて死亡する。
リントラ
声 - アダム・ヒューギル、日本語吹替 - 越後屋コースケ
強大な魔力を持つ超次元惑星ラヴァール出身の牛の獣人の魔術師。ミノタウロスのような風貌をしているが、性格は温厚。
チャーリー
演 - アコ・ミッチェル
クリスティーンの結婚相手であり、ドクター・ストレンジのファン。
ガルガントス
ワンダがダークホールドを使い呼び出した、触手を持つ1つ目の緑色の怪物。自身を透明化する能力を持ち、身体にはルーン魔術に使われているルーン文字が刻まれている。アメリカ・チャベスを捕まえるためにMCUの世界のニューヨークで暴れまわるが、ストレンジとウォンの奮戦によって倒される。
権利問題のため本作では似た容姿を持つネイモアの敵の名前で登場となる。

### イルミナティ
スプリーム・ストレンジの世界（アース838）におけるヒーローチーム。同次元にはアベンジャーズが存在せず、サノスとの闘いは本チームが請け負っている。
バロン・カール・モルド（マスター・モルド）
演 - キウェテル・イジョフォー、日本語吹替 - 小野大輔
前作のラストで行方をくらまし、今は魔術師を狩る敵となった元カマー・タージの魔術師。
本作ではスプリーム・ストレンジが活動していた世界（アース838）のバロン・モルドとして登場。スプリーム・ストレンジ亡き後、マスターの座と至高の魔術師(ソーサラースプリーム)の座を継承している。アース616のストレンジが訪れた際は友と呼び迎え入れる。
しかし、実際はアース616の世界のモルドと性根は全く同じで、ストレンジの事を毛嫌いしていた。実はスプリーム・ストレンジにダークホールドのことを唆し、イルミナティにストレンジがダークホールドを使用したことを密告した張本人であり、サノスとの戦闘後にスプリーム・ストレンジを粛清後、マスターとイルミナティの代表の座をスプリーム・ストレンジから奪っていた。
チャールズ・エグゼビア / プロフェッサーX
演 - パトリック・スチュワート、日本語吹替 - 麦人
地上最強のテレパシー能力を持ったミュータント。X-MENの代表的存在であり、ミュータントの学校で教授をしている。今作ではイルミナティのリーダー的存在として登場したが、20世紀フォックス制作のX-MENシリーズと同じプロフェッサーXではなく、イルミナティがいる世界のプロフェッサーXとして登場。
他メンバーがMCU世界のストレンジをスプリーム・ストレンジと同様の危険な存在として決めつける中、唯一あくまでも別のストレンジであることを尊重し、ヴィシャンティの書の存在を教えてチャベスと共に行くように諭す等、ストレンジを信じてチャンスを与えようとした。
その後、イルミナティを襲撃したワンダにテレパス能力でワンダの善性を取り戻させようと奮起するも、あと一歩のところで首を捻られ殺害される。
ペギー・カーター / キャプテン・カーター
演 - ヘイリー・アトウェル、日本語吹替 - 園崎未恵
スティーブ・ロジャースではなく、ペギー・カーターがファーストアベンジャーになった世界のペギー。ディズニープラス配信アニメシリーズの『ホワット・イフ...?』で彼女の物語が描かれたが、プロフェッサーと同様、今作では原典アニメとは無関係のイルミナティがいる世界のキャプテン・カーターとして登場した。
襲撃したワンダと対峙し対決し奮戦するも、放った盾を跳ね返され、胴を穿たれて死亡する。
マリア・ランボー / キャプテン・マーベル
演 - ラシャーナ・リンチ、日本語吹替 - 花藤蓮
キャロル・ダンヴァースではなく、彼女の親友マリア・ランボーがキャプテン・マーベルになった世界のマリア。アース616ではデシメーションで消滅しなかったが、5年の間に娘のモニカが元に戻る前に病気によって命を落としている事が『ワンダヴィジョン』で明かされた。今作ではイルミナティがいる世界のキャプテン・マーベルとして登場。リードと同じ様に、ワンダを過小評価している。
イルミナティの本部を襲撃したワンダと対決し善戦するも、倒れこんだところに彼女が落下させた像が衝突し死亡する。
リード・リチャーズ / ミスター・ファンタスティック
演 - ジョン・クラシンスキー、日本語吹替 - 星野貴紀
ファンタスティック・フォーのリーダー。体をゴムのように伸縮自在に変化させる能力を持つ。本作には登場しなかったが妻子がいる。
イルミナティを襲撃したワンダへの過小評価による自身の失言により、ブラックボルトの死を目の当たりにし、ワンダに攻撃しようとするも全く触れる事も出来ず、彼女にバラバラにされた挙句、頭部も爆発させられ死亡する。
ブラッカガー・ボルタゴン / ブラックボルト
演 - アンソン・マウント、日本語吹替 - 不明
テリジェンの霧を守るインヒューマンズの王。高い破壊力と衝撃波を持った声を武器に戦うため、普段は声を発さず、手話でやりとりする。別の宇宙のブラックボルトとは考え方が全く逆である。
襲撃したワンダと対峙し攻撃しようとしたが、リードが能力のことを漏らしてしまったことで、ワンダに口そのものを消失させられて能力を封じられ、慌てたことで口内で衝撃波を食らい最初に殺害される。
ウルトロン・セントリー
声 - ロス・マーカンド、日本語吹替 - 武田太一（警備長）、松田裕市（衛兵）
銀色の人型警備ロボット。アース616ではヒドラがチタウリの技術を流用して作り、その後ウルトロンが改良を加えて軍勢として作ったロボット。ソコヴィアでの一件で全て破壊されたが、今作ではイルミナティの警護ロボットとして登場。イルミナティを襲撃してきたワンダに応戦するが、全て破壊されてしまう。

### カメオ出演
ピザ・パパ
演 - ブルース・キャンベル、日本語吹替 - 江原正士
スプリーム・ストレンジの世界にいるピザボールの屋台売り。映画本編とポストクレジットシーンに登場。
演じているキャンベルは今作の監督サム・ライミと昔からの友人でありライミの他作品でもカメオ出演をしている。
クレア
演 - シャーリーズ・セロン、日本語吹替 - 甲斐田裕子
ミッドクレジットシーンに登場した謎の女性。右手に発現させた特殊な武器で空間を斬り裂き、暗黒次元へ移動出来る能力を持つ。ストレンジをインカージョン修復の新たな物語に誘い、共に暗黒次元へと旅立つ。
原作では、前作『ドクター・ストレンジ』にも登場したドルマムゥの妹、ウマルの娘である。

## 設定・用語
ドクター・ストレンジのレリック
スティーヴン・ストレンジ/ドクター・ストレンジは、意思を持つ“浮遊マント”を愛用し、同時に“スリング・リング”や“アガモットの目”も活用する。

ダークホールド
ワンダや別の宇宙のストレンジが所有する表紙とページが黒く焼け焦げた闇の魔術書。“禁断の書”とも呼ばれており、ストレンジ曰く「触れる者は誰でもなんでも堕落する」。
MCUの世界のダークホールドは、ウエストビューでの一件で魔女のアガサ・ハークネスに勝利し、ウエストビューを離れ、雪山の麓にある湖のほとりの小屋に隠居し魔術の修行を行っているワンダの手元に渡っている。他のマルチバースのダークホールドは、別の世界のストレンジが何らかの目的で所有している。
ヴィシャンティの書
善良な魔力を秘めた光の魔術書。“ダークホールドの対極の書”とも呼ばれており、どんな敵をも滅ぼす魔術を魔術師に与えるとされている。本作ではストレンジが手にするが、読む前にワンダに焼却されてしまった。

## 製作

### 企画
2019年7月20日に開催されたサンディエゴ・コミコン2019でのマーベル・スタジオの発表会で、今作の製作が発表された。前作に引き続きスコット・デリクソンが監督を務める他、ストレンジ役のカンバーバッチに加えてワンダ・マキシモフ役でエリザベス・オルセンが出演することが明かされた。また、今作の全米公開日が2021年5月7日に決定したことも合わせて発表された。

### プリプロダクション
2019年10月、ベネディクト・ウォンがウォン役で復帰することが明らかとなった。加えて、脚本執筆作業にジェイド・バートレットが参加していると報じられた。
2020年1月、監督を務める予定だったスコット・デリクソンが今作の製作から降板したことが発表された。マーベル・スタジオは降板の理由について、「創造上の相違」と説明しており、デリクソンは製作総指揮としてクレジットされる。
2月、デリクソンの後任監督としてサム・ライミが契約交渉中であることが判明した。その後、ライミ本人が監督を務めることを認めた。同月、今作の脚本にマイケル・ウォルドロンが就任したことが明らかとなった。
4月、マーベル・スタジオは新型コロナウイルスの蔓延による影響で映画公開スケジュールを見直し、今作の公開日も2021年11月に延期されたことが発表された。その後、さらに公開日が2022年3月25日に延期された。
6月、キウェテル・イジョフォーがモルド役で復帰することが判明した。
12月、レイチェル・マクアダムスがクリスティーン役で復帰することが判明した。

### 撮影
2020年11月初旬頃からイギリスで今作の撮影が開始された。しかし、2021年1月にイングランド全域に発令されたロックダウンの影響で撮影がストップしたことをワンダ役のオルセンが明らかにした。3月、カンバーバッチは今作の撮影が再開し、順調に作業が進んでいることを明らかにした。4月、主要撮影が終了間近であることが判明。9月には、再撮影が行われていたことが明らかとなった。さらに、11月から年末にかけて大規模な再撮影が計画されていることが判明した。

### ポストプロダクション
2021年10月、今作の公開日が2022年5月6日に再び延期されたことが発表された。

## 公開
全米では2022年5月6日に公開。日本ではそれに先駆けて同年5月4日に公開された。

### 動画配信サービス
日米共に2022年6月22日から定額制動画配信サービスのDisney+にて、見放題作品として追加することを発表した。

### 上映禁止
2022年4月、サウジアラビアとエジプトで同年5月5日から公開を予定していた本作品の上映が禁止となったと報じられた。サウジアラビアでは「LGBTQに関する理由のため」とされており、本作品に登場しているアメリカ・チャベスが言及した「ふたりの母親」についてのシーンが原因とされている。なお、サウジアラビアの検閲担当者はイギリスの一般紙である「ガーディアン」の取材に対し、「単なる編集上の問題であり、上映が禁止されている訳ではない」として、該当の報道を否定している。
LGBTQ差別主義者によるヘイト攻撃のターゲットとなったソーチー・ゴメスについて、共演のベネディクト・ウォンはソーチー・ゴメスを擁護するコメントをした。